# Appendicula schlechteri
Appendicula schlechteri là một loài thực vật có hoa trong họ Lan. Loài này được J.J.Sm. ex Ormerod mô tả khoa học đầu tiên năm 2002.